# 坂上洋子
坂上 洋子（さかうえ ようこ、1968年8月29日 - ）は、長崎県出身の元柔道選手。身長163cm、体重95kg。得意技は大外刈。現姓・石角。日本マスターズ柔道協会会員。

## 経歴
長崎市立西北小学校1年の時に柔道を始めた。
その後、長崎市立岩屋中学校、長崎県立長崎西高等学校を経て筑波大学卒業。
1992年バルセロナオリンピック女子柔道72kg超級で、準決勝で抑え込まれて完敗するも、3位決定戦ではポーランドのベアタ・マクシモフを逆に抑え込み一本で破り銅メダルを獲得した。
引退後は阪神・淡路大震災に被災したことをきっかけに、アマチュア無線の免許を取得。パネルディスカッションにパネラーとして出演し、災害時にアマチュア無線をどう生かすか、またその際の問題点などについて、被災の実体験を元に語っている。現在は2児の母である傍ら、日本マスターズ柔道大会に出場している。
女子柔道が競技として存在しない時代に柔道を始めたのは兄の練習についていったのがきっかけだったが、宇土虎雄は母方の祖母の兄にあたり、祖父は芦塚利之、長崎の教育界・柔道界に尽力した小玉好人、芦塚有道、諏訪ノ森柔道教室の松添俊一、そして全国少年柔道大会常連の芦塚道場の芦塚都士通は叔父にあたるという柔道一家である。
小学生の頃、赤迫電停から路面電車に乗って柔道へ通っていたが、小、中学校の1つ先輩にあたる原田知世もバレー教室に路面電車で通っていて、赤迫電停近辺では二人のことは語り草となっている。

## 主な戦績
- 1983年　- 体重別 66kg超級　3位

(これ以降の無差別と記された大会以外は全て72kg超級での成績)
- 1984年　- 体重別 3位
- 1985年　- 体重別 優勝
- 1986年　- 体重別 2位
- 1987年　- 体重別 優勝
- 1988年　- アジア柔道選手権大会　無差別　3位
- 1988年　- 体重別 優勝
- 1988年　- 学生体重別 優勝
- 1989年　- 体重別 優勝
- 1990年　- フランス国際　3位
- 1990年　- 体重別 2位
- 1990年　- 全日本学生柔道選手権大会 優勝
- 1990年　- 福岡国際　無差別　3位
- 1991年　- 福岡国際　3位
- 1991年　- 福岡国際　無差別　3位
- 1992年　- フランス国際　2位
- 1992年　- ブルガリア国際　3位
- 1992年　- 体重別 優勝
- 1992年　- バルセロナオリンピック 3位
- 1993年　- 体重別 3位